# Listă de localități din raionul Taraclia
Această listă conține satele și orașele din raionul Taraclia, Republica Moldova.
| Denumire      | oraș / centru de comună / sat |
| ------------- | ----------------------------- |
| Albota de Jos | centru de comună              |
| Albota de Sus | centru de comună              |
| Aluatu        | sat (comună)                  |
| Balabanu      | sat (comună)                  |
| Budăi         | centru de comună              |
| Cairaclia     | sat (comună)                  |
| Cealîc        | centru de comună              |
| Ciumai        | sat în comuna Vinogradovca    |
| Chirilovca    | sat în comuna Vinogradovca    |
| Corten        | sat (comună)                  |
| Cortenul Nou  | sat în comuna Cealîc          |
| Dermengi      | sat în comuna Budăi           |
| Hagichioi     | sat în comuna Albota de Jos   |
| Hîrtop        | sat în comuna Albota de Jos   |
| Mirnoe        | sat în comuna Vinogradovca    |
| Musaitu       | sat (comună)                  |
| Novosiolovca  | sat (comună)                  |
| Orehovca      | sat în comuna Salcia          |
| Roșița        | sat în comuna Albota de Sus   |
| Salcia        | centru de comună              |
| Samurza       | sat în comuna Cealîc          |
| Sofievca      | sat în comuna Albota de Sus   |
| Taraclia      | oraș, reședință de raion      |
| Tvardița      | oraș                          |
| Valea Perjei  | sat (comună)                  |
| Vinogradovca  | centru de comună              |